# Admiralty Islands (öar i Australien)
Admiralty Islands är öar i Australien. De ligger i delstaten New South Wales, i den sydöstra delen av landet, omkring 780 kilometer öster om delstatshuvudstaden Sydney.
Genomsnittlig årsnederbörd är 1 457 millimeter. Den regnigaste månaden är november, med i genomsnitt 181 mm nederbörd, och den torraste är januari, med 43 mm nederbörd.